# Giorgio Borghetti
Giorgio Borghetti (Roma, 23 gennaio 1971) è un attore, doppiatore e direttore del doppiaggio italiano.

## Biografia
All'età di 25 anni viene avviato alla professione di attore dal maestro Riccardo de Torrebruna, dopo una breve parentesi nella quale aspirava a diventare insegnante di sci.
Nella sua carriera di doppiatore spiccano il cartone animato di Holly e Benji, due fuoriclasse, in cui doppia Benji, e film importanti come E.T. l'extra-terrestre (1982), in cui presta la voce al protagonista Elliot (interpretato da Henry Thomas), La storia infinita (1984), dove doppia Atreyu, Taron e la pentola magica (1985) in cui doppia Taron, il ridoppiaggio de Le avventure di Peter Pan realizzato nel 1986, L'attimo fuggente (1989) e Molto rumore per nulla (1993); negli ultimi due titoli, dove l'attore doppiato è Robert Sean Leonard, Borghetti si cimenta pure sui testi italianizzati di William Shakespeare (alcuni frammenti di Sogno di una notte di mezza estate nel film di Weir e tutta la storia in quello di Branagh, che è tratto dall'omonima tragedia minore del drammaturgo inglese). Borghetti ha inoltre doppiato Brian Austin Green nelle serie televisive Beverly Hills 90210 e Smallville ed è stato la prima voce di Spike, interpretato da James Marsters, nella serie Buffy l'ammazzavampiri (successivamente sarà sostituito da Fabio Boccanera). Ha inoltre prestato la voce a Sean Patrick Flanery, protagonista della serie Le avventure del giovane Indiana Jones.
Ha partecipato come attore a diverse fiction televisive, tra le quali si ricordano Incantesimo, Ricominciare, Cuccioli, Tutti i sogni del mondo, Il capitano e Le ragazze di San Frediano.
A teatro ha partecipato al musical Bulli & pupe (2002-03), prodotto dalla Compagnia della Rancia, con Marina Massironi e Serena Autieri, in cui interpreta il ruolo di Cielo Masterson, che nell'omonimo film di Joseph L. Mankiewicz era affidato a Marlon Brando.
Nell'autunno 2007 torna sul piccolo schermo nelle vesti del cattivo capitano Loya nella fiction televisiva di Mediaset La figlia di Elisa - Ritorno a Rivombrosa, per la regia di Stefano Alleva.
Dal 21 febbraio 2015 ha preso parte come concorrente alla terza edizione di Notti sul ghiaccio, in onda in prima serata su Rai 1, approdando in semifinale.
Dal 2019 al 2022 ha fatto parte del cast della soap opera Un posto al sole.

## Filmografia

### Cinema
- D.A.D., regia di Marco Maccaferri (2016)
- Solo cose belle, regia di Kristian Gianfreda (2019)
- Uomo di fumo, regia di Giovanni Soldati (2023)
- Pare parecchio Parigi, regia di Leonardo Pieraccioni (2024)

### Televisione
- Inverno al mare, regia di Silverio Blasi – miniserie TV (1982)
- Kamikaze, regia di Bruno Corbucci – film TV (1986)
- Una donna per amico, regia di Rossella Izzo – serie TV, episodio 1x02 (1998)
- Game over, regia di Massimo Spano – film TV (1998)
- Le ragazze di piazza di Spagna – serie TV (1999)
- Ricominciare – serial TV (2000-2001)
- Tequila & Bonetti – serie TV (2000)
- Non lasciamoci più – serie TV (2001)
- Incantesimo – serial TV (2001-2002)
- Cuccioli, regia di Paolo Poeti – miniserie TV (2002)
- Tutti i sogni del mondo, regia di Paolo Poeti – miniserie TV (2003)
- Il capitano – serie TV (2005)
- Carabinieri – serie TV (2005-2006)
- Le ragazze di San Frediano, regia di Vittorio Sindoni – miniserie TV (2006)
- La figlia di Elisa - Ritorno a Rivombrosa, regia di Stefano Alleva – serie TV (2007)
- Cugino & cugino, regia di Vittorio Sindoni (2011)
- Fratelli Detective, regia di Rossella Izzo – serie TV (2011)
- Un matrimonio, regia di Pupi Avati – miniserie TV (2013-2014)
- CentoVetrine – serie TV (2014-2016)
- Solo per amore, regia di Raffaele Mertes – serie TV (2017)
- Un posto al sole – serial TV (2019-2022)
- Màkari – serie TV, episodio 3x01 (2024)

## Teatro
- Foto di classe, regia di Mino Caprio (1988)
- Il viaggio di Pallina Rosetti, regia di Riccardo de Torrebruna (1999)
- Lungo viaggio verso la notte, regia di Riccardo de Torrebruna (1999)
- Bulli e pupe, regia di Fabrizio Angelini,  con la Compagnia della Rancianel (2002-2003)
- Le affinità elettive di Johann Wolfgang Goethe (2019)
- Il sogno di un uomo ridicolo di Fëdor Dostoevskij (2022)
- Pole Dance, scritto e diretto da Sargis Galstyan, con Marine Galstyan (2023)

## Doppiaggio

### Cinema
- Ethan Hawke in Explorers, Vicino alla fine, Prima dell'alba, Before Sunset - Prima del tramonto, Before Midnight, I magnifici 7, Maudie - Una vita a colori, First Reformed - La creazione a rischio, Rapina a Stoccolma, Raymond e Ray
- Chris O'Donnell in Gli uomini della mia vita, Una folle stagione d'amore, Batman Forever, Batman & Robin, Cani & gatti - La vendetta di Kitty
- Charlie Hunnam in Punto d'impatto, Pacific Rim, Papillon, Triple Frontier, Omicidio a Los Angeles
- Luke Evans in Scontro tra titani, Immortals, Lo Hobbit - La desolazione di Smaug, Lo Hobbit - La battaglia delle cinque armate
- Joel McHale in Spy Kids 4 - È tempo di eroi, Un anno da leoni, Liberaci dal male, Queenpins - Le regine dei coupon
- Wes Bentley in Hunger Games, Interstellar, We Are Your Friends, Mission: Impossible - Fallout
- Patrick Dempsey in Meatballs - Porcelloni in vacanza, Innamorati pazzi, Appuntamento con l'amore, Bridget Jones's Baby
- Aidan Gillen in Una scelta d'amore, King Arthur - Il potere della spada, Quelli che mi vogliono morto
- Tom Everett Scott in Music Graffiti, Nuvole, Quello che non so di te
- Lee Pace in The Resident, The Twilight Saga: Breaking Dawn - Parte 2, The Program
- Louis Garrel in L'uomo fedele, L'ufficiale e la spia, L'innocent
- Reid Scott in Venom, Venom - La furia di Carnage, Venom: The Last Dance
- Johnathon Schaech in Doom Generation, I segreti della notte
- Paul Rudd in L'oggetto del mio desiderio, The Shape of Things
- Cole Hauser in Ti odio, ti lascio, ti..., Tortured
- Bradley Cooper in Case 39,  La verità è che non gli piaci abbastanza
- Harry Connick Jr. in L'incredibile storia di Winter il delfino, L'incredibile storia di Winter il delfino 2
- Édgar Ramírez in Zero Dark Thirty, Il segreto di una famiglia
- Andrew Scott in Spectre, This Beautiful Fantastic
- James D'Arcy in Dunkirk, Oppenheimer
- Billy Crudup in Justice League, Zack Snyder's Justice League
- Henry Thomas in E.T. l'extra-terrestre
- Oliver Robins in Poltergeist - Demoniache presenze
- Noah Hathaway in La storia infinita
- Bradley Gregg in Stand by Me - Ricordo di un'estate
- Ralph Macchio in Mississippi Adventure
- Doug Savant in Morte a 33 giri
- Hugh Grant in La tana del serpente bianco
- Robert Sean Leonard in L'attimo fuggente
- Kevin Corrigan in L'esorcista III
- Justin Whalin in La bambola assassina 3
- Loren Dean in 1492 - La conquista del paradiso
- Devin Kamin in Sister Act 2 - Più svitata che mai
- Faran Tahir in Mowgli - Il libro della giungla
- Gary Bakewell in Backbeat - Tutti hanno bisogno di amore
- Freddy Rodriguez in Il profumo del mosto selvatico
- Ethan Embry in Empire Records
- Harold Perrineau in Smoke
- Jeremiah Birkett in L.A. Confidential
- Peter Sarsgaard in Boys Don't Cry
- David Arquette in Mai stata baciata
- Adrien Brody in Liberty Heights
- Anthony Rapp in A Beautiful Mind
- Rodrigo Santoro in Love Actually - L'amore davvero
- Joaquin Phoenix in Le forze del destino
- Seann William Scott in Il monaco
- Sam Rockwell in Il genio della truffa
- Robert Earley in Alexander
- David Krumholtz in Ray
- Zachary Bennett in Cube Zero
- Corey Stoll in Black Mass - L'ultimo gangster
- Ewan McGregor in The Island
- Brian Austin Green in Domino
- Tom Green in Bob - Un maggiordomo tutto fare
- Jeff Anderson in Clerks II
- Paul Walker in 8 amici da salvare
- James Marsters in P.S. I Love You
- Ben Mendelsohn in Australia
- Kerr Smith in San Valentino di sangue 3D
- Chris Evans in (S)Ex List
- Matt Bomer in In Time
- Ryan Reynolds in R.I.P.D. - Poliziotti dall'aldilà
- Christopher Russell in L'errore perfetto
- Milo Ventimiglia in Grace di Monaco
- James Marsden in The Loft, La memoria dell'assassino
- Jon Bernthal in Fury
- Cam Gigandet in In the Blood
- Tom Hardy in Legend
- Jeffrey Donovan in Sicario
- Luciano Cáceres in Box 314 - La rapina di Valencia
- Sharlto Copley in The Hollars
- James McAvoy in Submergence
- Kyle Chandler in Game Night - Indovina chi muore stasera?
- Patrick Fugit in First Man - Il primo uomo
- Shaun Benson in Sei ancora qui - I Still See You
- Jefferson Hall in Halloween
- Matt Smith in Paziente zero
- Lin-Manuel Miranda in Il ritorno di Mary Poppins
- Richard Armitage in Ocean's 8
- Adam David Thompson in Glass
- Neil Jackson in The King's Man - Le origini
- Chris Diamantopoulos in Red Notice
- John Krasinski in Doctor Strange nel Multiverso della Follia
- Chad Michael Collins in Sniper - Missione non autorizzata
- Franck Gastambide in Testimone misterioso
- Aarón Díaz in Sayen - La cacciatrice

### Film d'animazione
- Linus van Pelt in Corri più che puoi Charlie Brown
- Taron in Taron e la pentola magica
- Peter Pan ne Le avventure di Peter Pan (ridoppiaggio 1986)
- Filosofo in Alì Babà
- Rocket Rick Ragnarock ne I pronipoti - Il film
- Gavin in Scimmie come noi
- Arturo in La Freccia Azzurra
- J.D. in Cani miliardari
- Spirit in Spirit - Cavallo selvaggio
- Principe Ishitsukuri in La storia della principessa splendente
- Elijah Vashlov in Harmony
- Alexei Karamazov in L'impero dei cadaveri
- Lysander in Una magica notte d'estate
- Molok ne I Cavalieri dello zodiaco - L'ultima battaglia

### Serie televisive
- Brian Austin Green in Beverly Hills 90210, Terminator: The Sarah Connor Chronicles, Anger Management
- James Marsters in Buffy l'ammazzavampiri (1ª voce) e Angel (2ª voce)
- Jon Hamm in Una mamma per amica, 30 Rock
- Chris O'Donnell in Grey's Anatomy, NCIS: Los Angeles
- Mark-Paul Gosselaar in Franklin & Bash, Will Trent
- Laz Alonso ne I signori della fuga, The Mysteries of Laura
- Derek Wilson in Gen V, The Boys
- Matt Bomer in Glee, The Sinner
- Luke Evans in L'alienista, Echo 3
- James D'Arcy in The Hot Zone - Area di contagio, Red Election
- Ebon Moss-Bachrach in The Dropout, Andor
- Richard Armitage in Strike Back e Strike Back: Project Dawn - Senza regole
- Ryan Bittle e Jeremy Garrett in Sweet Valley High
- Colin Mathura-Jeffree e Daniel Sing (1ª voce) in Xena - Principessa guerriera
- David Strickland e Currie Graham in Susan
- Jason Behr e Dana Ashbrook in Dawson's Creek
- James Calvert e Ilan Mitchell-Smith in Superboy
- Ross Kettle e Timothy Gibbs in Santa Barbara
- Benedict Cumberbatch in Sherlock (st. 1, doppiaggio ed. Italia 1)
- Sean Patrick Flanery ne Le avventure del giovane Indiana Jones
- Antonio Sabato Jr. in Progetto Eden
- Thomas Gibson in Dharma & Greg
- Greg Vaughan in Streghe
- Harry Connick Jr. in Will & Grace
- Rick Warden in Roma
- Barry Watson in A proposito di Brian
- Charlie Hunnam in Sons of Anarchy
- Tom Everett Scott in Cashmere Mafia
- Brendan Hines in Lie to Me
- Michael Mosley in Scrubs - Medici ai primi ferri
- Gabriel Hogan in Warehouse 13
- Chris J. Johnson in The Vampire Diaries
- Jon Bernthal in The Walking Dead
- Reid Scott in The Big C
- Matt Ryan in Criminal Minds: Suspect Behavior
- Sam Witwer in Being Human
- Andrew Howard in Burn Notice - Duro a morire
- Rupert Penry-Jones in Silk
- Ryan Johnson in Fairly Legal
- Aaron Abrams in Hannibal
- Scott Wolf in The Night Shift
- Dominic Adams in Devious Maids - Panni sporchi a Beverly Hills
- Wes Bentley in American Horror Story
- Travis Aaron Wade in Supernatural
- Garret Dillahunt in Elementary
- Sharlto Copley in Powers
- Matthias Weidenhöfer in Gli specialisti
- Amin Joseph in Snowfall
- Richard Flood in Shameless
- Neil Jackson in Westworld - Dove tutto è concesso
- Lin-Manuel Miranda in His Dark Materials - Queste oscure materie
- Wil Traval in Messiah
- Jay Duplass in La direttrice
- Benjamín Amadeo in Intrecci del passato
- Jefferson Hall in House of the Dragon
- Peter Krause in 9-1-1

### Serie animate
- Benjamin Price in Holly e Benji - Due fuoriclasse, Che campioni Holly e Benji!!! e Holly & Benji Forever
- Spada (1ª voce), Ralph Winchester (ep. 3.8), Milhouse Van Houten (ep. 3.24), Professor Frink (ep. 3.24), Nelson Muntz (ep. 5.12), Carl Carlson (ep. 5.15-16), Hugh Parkfield e Terrence ne I Simpson
- Puffo Vanitoso (1ª voce) ne I Puffi
- Cavin ne I Gummi
- Sherman Cortez in Hot Wheels Battle Force 5
- Don ne Il treno dei dinosauri
- Robin Hood ne Il giovane Robin Hood
- Scott Howard in Teen Wolf
- Seisuke Kano ne La squadra del cuore
- Jimmy Gates in Virtua Fighter
- Bright Noah in Mobile Suit Gundam
- Nonò in Ulysse 31
- Yosho in Chi ha bisogno di Tenchi?
- V-Darn in K.O. Century Beast III
- Bankotsu in Inuyasha
- Gohan da adulto in Dragon Ball Z - La storia di Trunks (primo doppiaggio)
- Valentino in Hazbin Hotel
- Capitano dell’aeronautica militare in Leviathan